# Podele
Podele románul: Podele, falu Romániában, Erdélyben, Hunyad megyében.

## Fekvése
Brádtól délre, a Dévai úton fekvő település.

## Története
Podele egykor Zaránd vármegyéhez tartozott. Nevét 1805-ben említette először oklevél Pogyele néven.
A trianoni békeszerződés előtt Hunyad vármegye Brádi járásához tartozott.
1910-ben 545 görögkeleti ortodox lakosából 536 román volt.

## Források

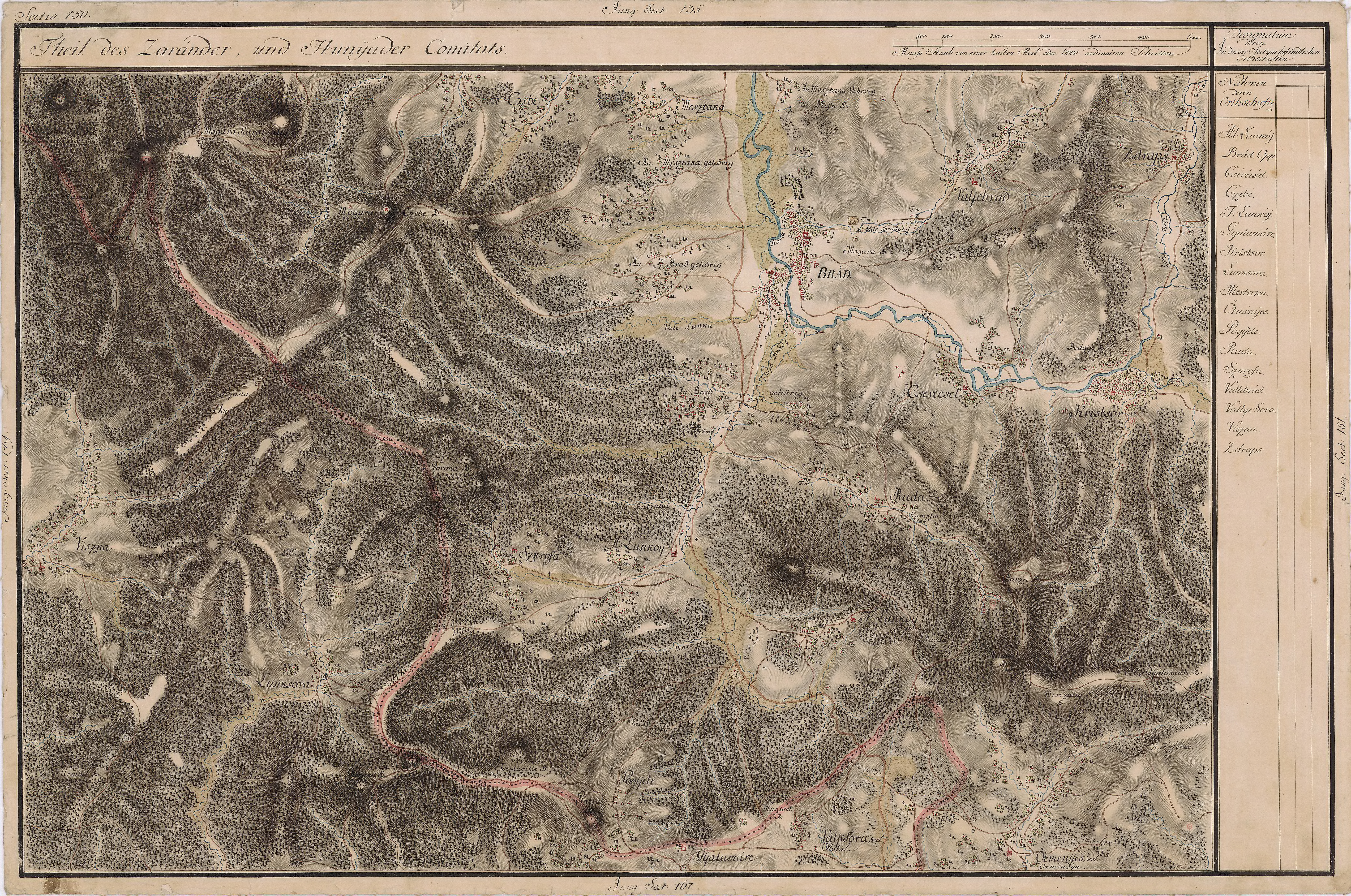
Podele egy régi térképen